# Château de Genillé
Le château de Genillé est un ancien logis seigneurial situé sur la commune de Genillé, dans le département d'Indre-et-Loire
Il fut construit au XVe siècle par les seigneurs du lieu et agrandi dans les siècles suivants.

## Localisation
Le château de Genillé se trouve dans la vallée de l'Indrois, au sud du centre-bourg de Genillé et du coteau qui les surplombe, et au nord du ruisseau de Marolles qui court vers l'est se jeter, quelques centaines de mètres plus loin, au creux d'un méandre de l'Indrois.

## Historique
C'est en 1483 qu'Adam Fumée, médecin et conseiller de plusieurs rois de France, prend sa retraite sur la seigneurie de Genillé qu'il vient d'acheter. C'est très probablement à ce moment que le château est construit ; il se compose alors d'un logis seigneurial, d'un autre bâtiment et d'une fuie. Adam Fumée fait installer dans le logis une bibliothèque réputée pour être alors l'une des plus belles d'Europe.
En 1515, son fils Adam  devint le premier seigneur de Genillé. La maison devait quitter la famille Fumée en 1602 après le décès sans descendance de Martin Fumée. 
En 1591, il avait marié sa dernière fille, Madeleine, tout juste âgée de 12 ans, avec un seigneur de Boussay, Jean de Menou, issu d'une très vieille famille aristocratique d'épèe. 
La maison sera aménagée en demeure de plaisance par la famille Menou qui l'habita que très peu.
Le logis seigneurial est agrandi au XVIe siècle ; au XVIIe siècle, une aile en retour est apposée au nord de sa façade,.
En 1840, le baron de Menou, maire de Boussay, vend sa demeure de Genillé à un médecin de la commune, Alphonse Bodin, dont la fille le vendra à son tour en 1901, à Anthyme Vénier, de Genillé depuis 1871.
Inscrit partiellement au titre des monuments historiques en 1951, la demeure échoit, par héritage en 1961, à Pierre Chaumier qui la léguera à son tour à l'un de ses fils Bernard.

## Architecture et décoration

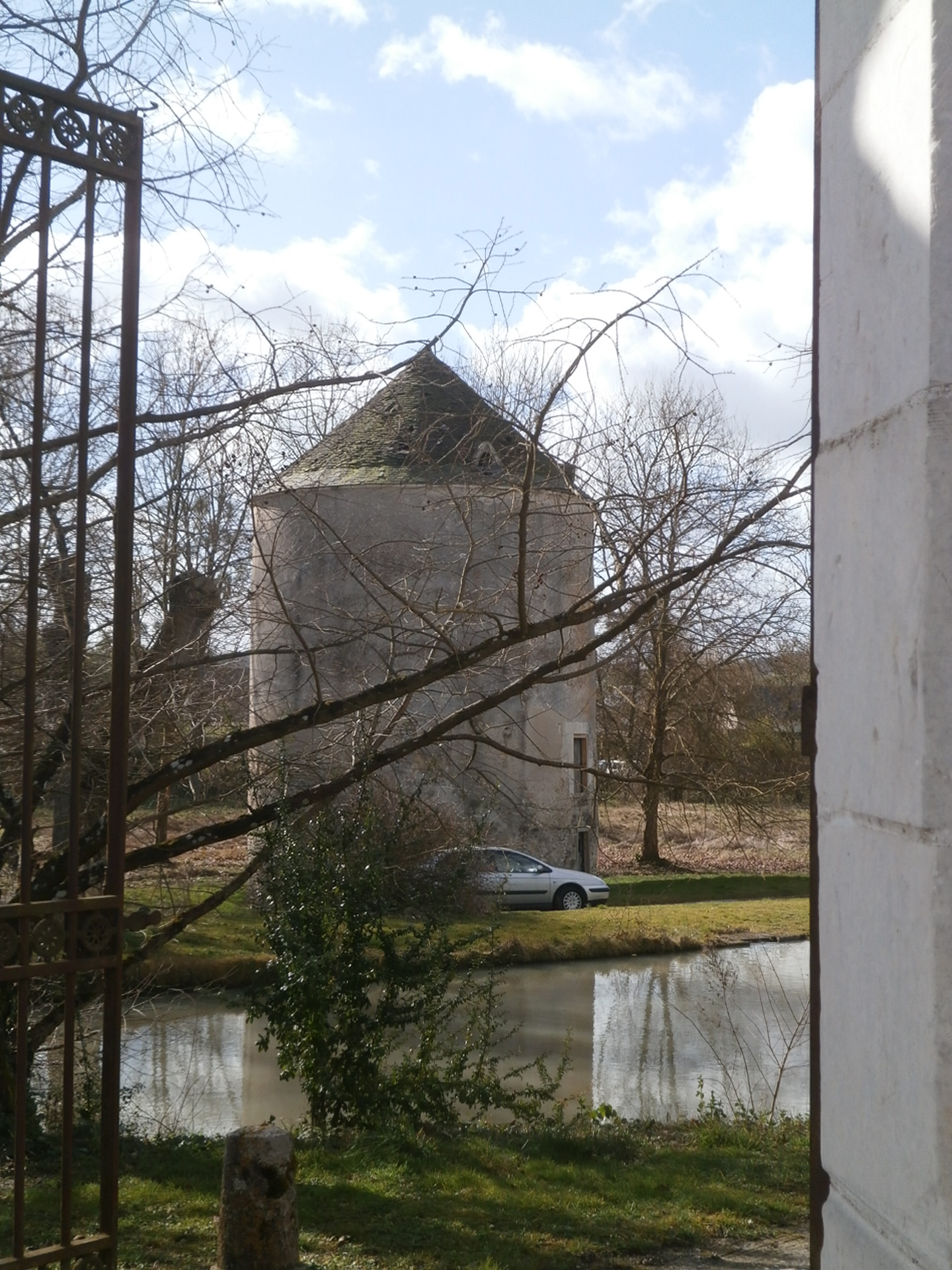
La fuie du château.

Le logis principal du château se présente sous la forme d'un bâtiment à étage dont la façade orientée à l'ouest est pourvue, à ses deux angles, d'une tour cylindrique ; cette façade est percée de fenêtres à meneaux. Les deux angles opposés sont garnis d'une échauguette reposant sur un cul-de-lampe ; la façade orientale propose également en son centre une tourelle d'escalier sur plan octogonal qui dessert tous les étages, des caves aux combles. La toiture est constituée d'ardoises.
La tour nord-ouest devrait s'ouvrir par une poterne (désormais partiellement murée) sur un pont-levis franchissant les douves qui, bien que comblées, se devinent encore sur cette face de l'édifice.
Si l'aile en retour d'équerre au nord de la façade orientale subsiste, une autre aile symétrique côté sud, a disparu à une date indéterminée, mais postérieure à 1840, où elle était encore mentionnée.
La fuie est couverte en tuiles plates. D'une dizaine de mètres de haut, elle porte à son sommet huit travées de cinquante boulins chacun et deux autres travées, de taille identique, ont été détruites. La capacité de cette fuie était donc de 500 nids, ce qui témoigne de la puissance de la seigneurie. Au Moyen Âge, seuls les seigneurs avaient le droit de faire bâtir une fuie, dont le nombre de nids était généralement proportionnel à la surface des terres possédées, bien que ce dernier point n'ait jamais été codifié dans un texte de droit légal ou coutumier.

## Pour en savoir plus